# Canal del Deporte Olímpico
El Canal del Deporte Olímpico, más conocido por su sigla Canal CDO, es un canal de televisión por suscripción de Chile, que transmite deportes las 24 horas del día. Es el canal del Comité Olímpico de Chile.
Comenzó a emitir el jueves 19 de mayo de 2011 a través del canal 494 de Movistar. También se emite a través de Gtd, Telsur, Zapping, Mundo y VTR (en este último cableoperador, debutará a partir del 1 de abril de 2025).
Transmite torneos nacionales masculinos y femeninos de baloncesto, vóleibol y vóleibol playa, rugby, hockey césped y patín, automovilismo, balonmano, golf, triatlón, tenis, boxeo, esquí náutico y algunas competencias internacionales, como el Mundial de Gimnasia o el Mundial de Atletismo.

## Historia
Fue creado con el fin de dar a conocer de mejor manera al deporte chileno y darle un espacio a aquellas competencias deportivas que no son difundidas en la televisión abierta o de pago. Cuenta con un modelo similar al de TNT Sports, el cual consta de una señal básica, una prémium (de pago) y otra en alta definición.

### Lanzamiento
CDO fue lanzado el día 19 de mayo de 2011 en la Torre Telefónica, con la participación del entonces presidente del COCh, Neven Ilic y del entonces subsecretario de Deportes, Gabriel Ruiz-Tagle, además de destacados deportistas como el gimnasta Tomás González.

### Década de 2010
Durante 2013 CDO emitió todos los partidos de la Liga Movistar Libcentro, así como la transmisión de la Liga Nacional de Básquetbol «Liga Movistar by Spalding», la cual también era transmitida por TV Chile, la señal internacional de TVN, luego de firmar un acuerdo entre ambos canales.
En abril de 2013, CDO transmitió en vivo la serie entre Chile y Ecuador por Copa Davis desde Manta. Los cinco partidos fueron emitidos en directo a través de sus dos señales, Básica y Premium. En la primera jornada comentó el ex N°1 del mundo Marcelo Ríos.
En enero de 2014, CDO emitió en vivo el Seven Internacional de Rugby de Viña del Mar, emitiendo en directo para todo Chile y el continente a través de DirecTV Sports.
Entre el 7 y el 18 de marzo de 2014, CDO transmitió los Juegos Suramericanos de Santiago 2014 con altísimos niveles de audiencia.
Entre el 27 de marzo y el 2 de abril de 2014, CDO transmitió los primeros Juegos Parasuramericanos. En 2014 y 2015 transmitió íntegramente la Liga Nacional de Básquetbol.
Entre el 10 y el 26 de julio de 2015 CDO transmitió íntegramente los XVII Juegos Panamericanos desde Toronto, Canadá. Desde el 24 de noviembre al 3 de diciembre de 2016, CDO transmitió los III Juegos Bolivarianos de Playa que se desarrollaron en Iquique.
En los últimos años CDO transmitió la Copa Davis con duelos ante Paraguay, Perú, México y Venezuela en la Zona Americana I. En el año 2016 el canal transmitió los partidos ante República Dominicana, Colombia y el Repechaje GM ante Canadá.

### Década de 2020
En noviembre de 2020 CDO obtuvo los derechos de transmisión por un año de la Primera división femenina en conjunto con TVN, siendo traspasados a DirecTV Sports para las dos temporadas siguientes.
A partir del 18 de octubre de 2023, CDO Premium es renombrado como CDO, mientras que CDO Básico es renombrado como CDO 2.

## Señales
Actualmente cuenta con dos señales, disponibles para verse en televisión a través de los cableoperadores y por internet en su página web el servicio streaming de pago CDO+ (CDO Más).
- CDO: Transmite en vivo los eventos que emite el canal, contando también con programas en calidad de estreno. Por el lanzamiento de la señal, fue gratuito hasta el 30 de junio de 2011.
- CDO 2: Los eventos son transmitidos, generalmente, grabados o de forma diferida. Los programas son emitidos cuando ya fueron estrenados en la señal prémium.
- CDO+.
- CDO Premium 2: Fue una señal temporal que se habilitó durante los Juegos Panamericanos de Toronto 2015, fue solo exclusivo para los clientes de DirecTV, ocupando las señales pertenecientes a DirecTV Sports, la señal se vio además en Ecuador.